# Konstrakta

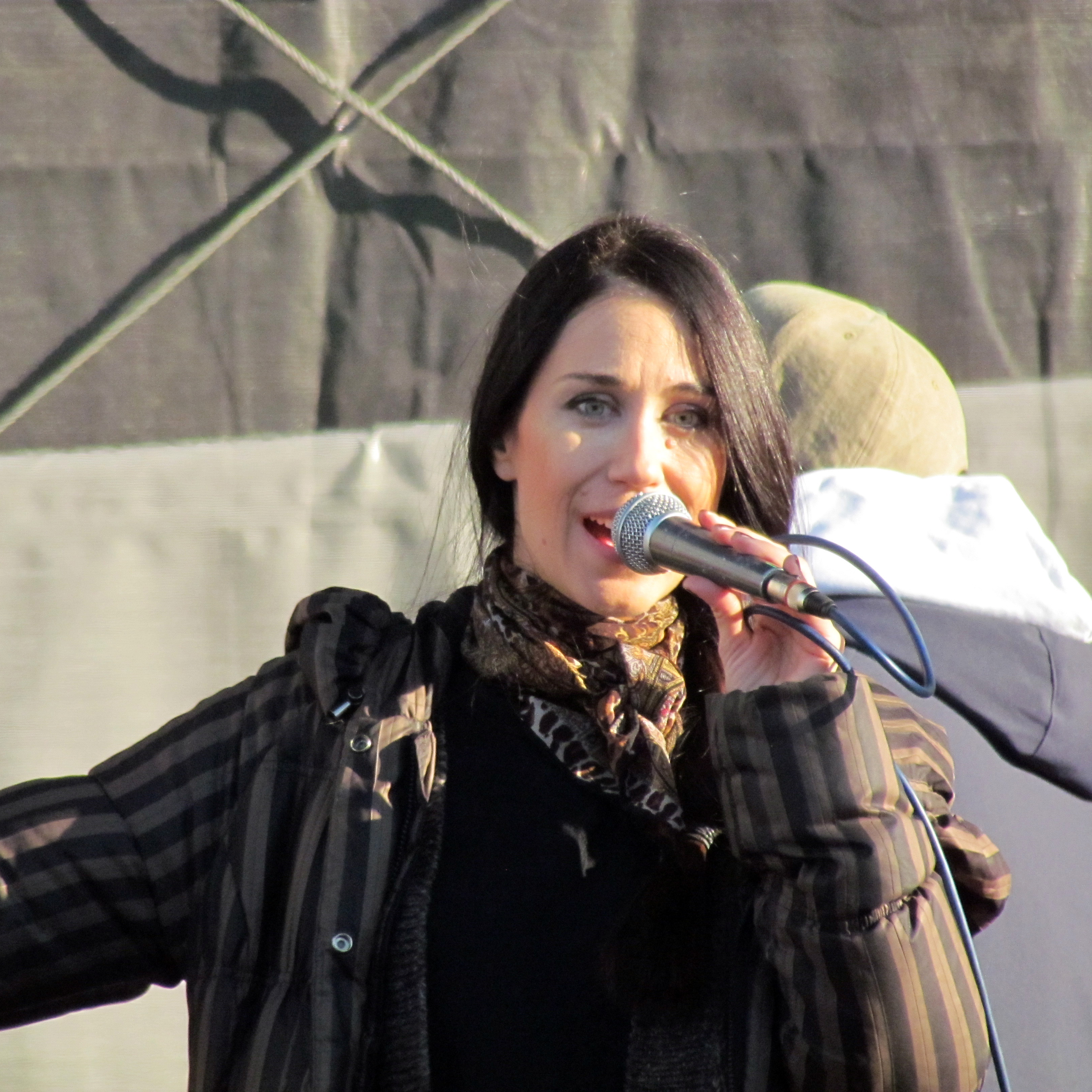
Konstrakta (2017)

Ana Đurić geb. Ignjatović (serbisch-kyrillisch Ана Ђурић (Игњатовић); * 12. Oktober 1978 in Belgrad, SR Serbien, SFR Jugoslawien), bekannt als Konstrakta (Констракта), ist eine serbische Sängerin und Songwriterin, sowie Mitglied der alternativen Musikgruppe Zemlja gruva! (serbisch-kyrillisch Земља грува!). Sie vertrat Serbien beim Eurovision Song Contest 2022 in Turin mit dem Titel In corpore sano, mit welchem sie den fünften Platz erreichte. Der Titel des Liedes bezieht sich auf das lateinische Sprichwort „Mens sana in corpore sano“.

## Biografie
Im Alter von 20 Jahren gab sich Ana Đurić das Pseudonym Konstrakta, da sie, bedingt durch ihre Arbeit als Architektin, Musik am liebsten auf eine rational-analystische Art komponiere.
Mit ihrem Mann, der ebenfalls als Architekt tätig ist, hat sie eine Tochter und einen Sohn.

## Karriere

### Zemlja gruva!
In ihrer Jugend war sie Mitglied der Band Mistakemistake, schloss sich jedoch der Gruppe Zemlja gruva! an, welche im Jahr 2007 gegründet wurde. Konstrakta ist Autorin vieler Lieder der Band, unter anderem der Titel: Šta stvarno želiš, Mama, Tuga, Django. Im Jahr 2008 nahm die Gruppe an der serbischen Vorentscheidung zum Eurovision Song Contest 2008 teil, belegte jedoch lediglich den achten Platz in der finalen Runde. Im folgenden Jahr nahm die Gruppe ebenfalls bei Beovizija 2009, der Vorentscheidung zum Eurovision Song Contest 2009 teil und belegte den 17. Platz im Halbfinale.

### Solokarriere
Ihr erstes eigenes Lied mit dem Titel Žvake (Kaugummis) veröffentlichte sie 2019 unter dem Pseudonym „Konstrakta“. Ihre zweite Solo-Single mit dem Titel Nemam šamana (Ich habe keinen Schamanen) veröffentlichte sie 2020. Die Inspiration für den Text lieferte ihre Kollegin und Freundin Emina Jahović, die nach ihrer Scheidung Hilfe von einem Schamanen suchte. Beide Lieder sind Teil des Projekts JBG.
2022 veröffentlichte sie das Musikprojekt Triptih, an dem sie mit Maja Uzelac arbeitete, welches die drei Lieder In corpore sano (In gesundem Körper), Nobl (Nobel) und Mekano (Weich) beinhaltet.

### Teilnahme am Eurovision Song Contest 2022
Konstrakta nahm mit dem Titel In corpore sano an der serbischen Vorentscheidung zum Eurovision Song Contest 2022 teil, welcher von der öffentlich-rechtliche Rundfunkanstalt RTS organisiert wurde. Der Titel des Liedes bezieht sich auf das lateinische Sprichwort „Mens sana in corpore sano“. Inhaltlich behandelt das Lied mehrere Aspekte des Themas Gesundheit. Insbesondere kritisiert Konstrakta, dass Künstlern in Serbien kein Zugang zur staatlichen Gesundheitsversicherung möglich ist und sich darauf verlassen müssen, nicht krank zu werden. Ebenfalls greift sie auch Themen auf wie gesellschaftliches Interesse an der körperlichen Gesundheit Prominenter, die dabei oft ihre geistige Gesundheit gegen Ruhm eintauschen, sowie pseudowissenschaftliche Gesundheitsratschläge, welche sich oft unkritisch in der Gesellschaft verbreiten.
Im ersten Halbfinale am 3. März 2022 belegte sie den dritten Platz. Der Auftritt erhielt großes öffentliches Interesse und platzierte sich am Folgetag auf dem ersten Platz der YouTube-Trends in Serbien und in Bosnien.
Sie gewann das Finale der serbischen Vorentscheidung am 5. März 2022 mit den Höchstpunktzahlen, sowohl von der professionellen Jury als auch von den Zuschauern. In der SMS-Abstimmung erhielt sie mehr als 44.000 Stimmen und damit doppelt so viele wie die Zweitplatzierte.
Beim Eurovision Song Contest 2022 trat Konstrakta im zweiten Halbfinale an, wo sie mit 237 Punkten den dritten Platz belegte und sich somit für das Finale qualifizierte. Im Finale am 14. Mai 2022 erreichte sie den fünften Platz mit 312 Punkten, davon waren 87 Punkte von den Juries vergeben und 225 Punkte aus dem Televoting von den Zuschauern.

## Diskografie

### Kompilationen
- 2023: Biti zdrava (mit Zemlja gruva!)

### EPs
- 2023: Triptih

### Singles
- 2019: Žvake
- 2020: Nemam šamana
- 2022: In corpore sano
- 2022: Mekano
- 2022: Nobl
- 2023: Evo, obećavam!